# Ciudad Del Carmen
Ciudad Del Carmen — плавучий кран великої вантажопідйомності та трубоукладальне судно, що діє в інтересах нафтогазової галузі.

## Характеристики
Судно спорудили у 1955 році як балкер «Sept Iles» на британській верфі компанії Swan Hunter у Гавертон-Хілл (Стоктон-он-Тіз).
У 1976-му судно переобладнали у плавучий кран «Blue Whale», що мав вантажопідйомність 1800 тонн (2000 коротких тонн). За іншими даними, вантажопідйомність складала 1200 тонн.
Силова установка має потужність у 12,5 МВт. За іншими даними, судно має турбінну ходову установку потужністю 10,1 МВт. Пересування до місця виконання робіт може здійснюватись зі швидкістю 12 вузлів.

## Діяльність судна
Кілька років судно використовувала норвезька компанія Heerema, що спеціалізується на виконанні різноманітних офорних робіт. Воно працювало в Новій Зеландії (тут кран залучили до встановлення платформи на газоконденсатному родовищі Мауї в Тасмановому морі), в Північному морі, Сирії та Нігерії.
У 1979-му «Blue Whale» продали американській компанії McDermott, при цьому його класифікували як трубоукладальне. У 1981-му судно передали спільному з мексиканцями підприємству, де McDermott мала 49 % участі, та перейменували на «Tolteca».
У 1993-му судно перейшло під контроль мексиканської компанії (з 1996-го власником став державний нафтогазовий концерн PEMEX) та отримало назву Ciudad Del Carmen.